# Ipiranga de Goiás
Ipiranga de Goiás est une municipalité brésilienne de l'État de Goiás et la microrégion de Ceres.